# Île Nansen (Antarctique)
Pour les articles homonymes, voir Île Nansen.
L'île Nansen (en anglais : Nansen Island) est une île inhabitée de la baie de Wilhelmine, au large de la terre de Graham, dans l'Antarctique.
Découverte par l'expédition antarctique belge, elle est nommée d'après Fridtjof Nansen.